# مخطوطة بخشالي

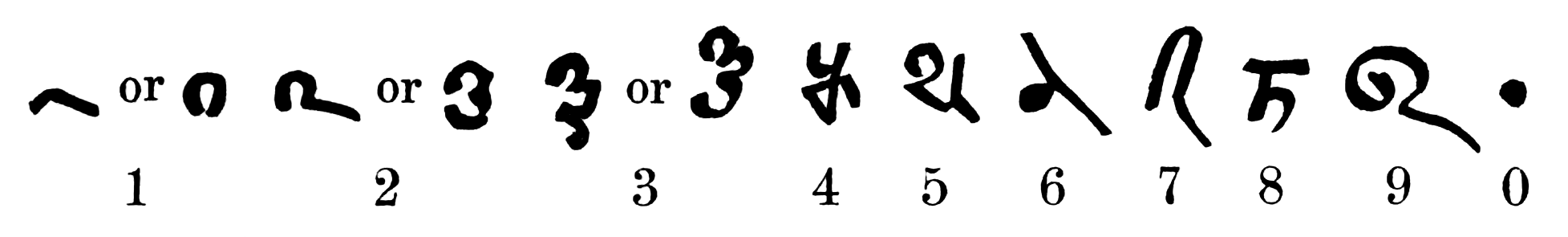
هيئة الأرقام كما في المخطوط.

مخطوطة بخشالي هي مخطوطة رياضية هندية تضم أكثر من 70 ورقة صُنعت من لحاء البتولا، تكمن أهميتها لكونها أقدم مخطوطة موجودة في الرياضيات الهندية.
عٌثر عليها بالقرب من قرية بخشالي (بالقرب من بيشاور في باكستان) في 1881 م، وهي محفوظة منذ 1902 م في المكتبة البودلية في أكسفرد. قيل أن المخطوطة تمثل أول استخدام لرمز الصفر وتكتب على شكل نقطة سوداء.